# Llista de districtes d'Irlanda del Nord per àrea
Aquesta és la Llista dels districtes d'Irlanda del Nord per àrea.
| Rangle | Districte              | Àrea km² |
| ------ | ---------------------- | -------- |
| 1      | Fermanagh              | 1,876    |
| 2      | Omagh                  | 1,130    |
| 3      | Newry i Mourne         | 902      |
| 4      | Strabane               | 862      |
| 5      | Dungannon i Tyrone Sud | 784      |
| 6      | Armagh                 | 671      |
| 7      | Down                   | 647      |
| 8      | Ballymena              | 632      |
| 9      | Cookstown              | 622      |
| 10     | Limavady               | 586      |
| 11     | Antrim                 | 577      |
| 12     | Magherafelt            | 573      |
| 13     | Coleraine              | 486      |
| 14     | Moyle                  | 480      |
| 15     | Banbridge              | 453      |
| 16     | Lisburn                | 447      |
| 17     | Ballymoney             | 418      |
| 18     | Derry                  | 387      |
| 19     | Craigavon              | 378      |
| 20     | Ards                   | 376      |
| 21     | Larne                  | 336      |
| 22     | Newtownabbey           | 151      |
| 23     | Belfast                | 115      |
| 24     | Castlereagh            | 85       |
| 25     | Carrickfergus          | 82       |
| 26     | North Down             | 81       |